# Louvres
Louvres és un municipi francès, situat al departament de Val-d'Oise i a la regió de Illa de França. L'any 2007 tenia 8.905 habitants.
Forma part del cantó de Goussainville, del districte de Sarcelles i de la Comunitat d'aglomeració Roissy Pays de France.

## Demografia

### Població
El 2007 la població de fet de Louvres era de 8.905 persones. Hi havia 3.136 famílies, de les quals 760 eren unipersonals (328 homes vivint sols i 432 dones vivint soles), 756 parelles sense fills, 1.336 parelles amb fills i 284 famílies monoparentals amb fills.
La població ha evolucionat segons el següent gràfic:
Habitants censats

### Habitatges
El 2007 hi havia 3.386 habitatges, 3.229 eren l'habitatge principal de la família, 36 eren segones residències i 121 estaven desocupats. 2.179 eren cases i 1.190 eren apartaments. Dels 3.229 habitatges principals, 2.095 estaven ocupats pels seus propietaris, 1.056 estaven llogats i ocupats pels llogaters i 78 estaven cedits a títol gratuït; 137 tenien una cambra, 301 en tenien dues, 589 en tenien tres, 1.063 en tenien quatre i 1.139 en tenien cinc o més. 2.480 habitatges disposaven pel capbaix d'una plaça de pàrquing. A 1.658 habitatges hi havia un automòbil i a 1.090 n'hi havia dos o més.

### Piràmide de població
La piràmide de població per edats i sexe el 2009 era:
| Homes | Edats   | Dones |
| ----- | ------- | ----- |
| 0     | 95 o +  | 8     |
| 16    | 90 a 94 | 24    |
| 16    | 85 a 89 | 48    |
| 20    | 80 a 84 | 32    |
| 52    | 75 a 79 | 88    |
| 92    | 70 a 74 | 112   |
| 148   | 65 a 69 | 136   |
| 168   | 60 a 64 | 192   |
| 180   | 55 a 59 | 184   |
| 252   | 50 a 54 | 256   |
| 304   | 45 a 49 | 296   |
| 332   | 40 a 44 | 316   |
| 384   | 35 a 39 | 424   |
| 400   | 30 a 34 | 432   |
| 332   | 25 a 29 | 328   |
| 240   | 20 a 24 | 236   |
| 308   | 15 a 19 | 356   |
| 368   | 10 a 14 | 356   |
| 392   | 5 a 9   | 344   |
| 328   | 0 a 4   | 252   |

## Economia
El 2007 la població en edat de treballar era de 6.004 persones, 4.576 eren actives i 1.428 eren inactives. De les 4.576 persones actives 4.184 estaven ocupades (2.180 homes i 2.004 dones) i 392 estaven aturades (193 homes i 199 dones). De les 1.428 persones inactives 348 estaven jubilades, 662 estaven estudiant i 418 estaven classificades com a «altres inactius».

### Ingressos
El 2009 a Louvres hi havia 3.248 unitats fiscals que integraven 9.120 persones, la mediana anual d'ingressos fiscals per persona era de 19.468 €.

### Activitats econòmiques
Dels 305 establiments que hi havia el 2007, 2 eren d'empreses extractives, 7 d'empreses alimentàries, 1 d'una empresa de fabricació de material elèctric, 4 d'empreses de fabricació d'altres productes industrials, 36 d'empreses de construcció, 73 d'empreses de comerç i reparació d'automòbils, 39 d'empreses de transport, 19 d'empreses d'hostatgeria i restauració, 6 d'empreses d'informació i comunicació, 10 d'empreses financeres, 12 d'empreses immobiliàries, 35 d'empreses de serveis, 35 d'entitats de l'administració pública i 26 d'empreses classificades com a «altres activitats de serveis».
Dels 82 establiments de servei als particulars que hi havia el 2009, 1 era una oficina d'administració d'Hisenda pública, 1 gendarmeria, 1 oficina de correu, 5 oficines bancàries, 1 funerària, 8 tallers de reparació d'automòbils i de material agrícola, 1 taller d'inspecció tècnica de vehicles, 2 establiments de lloguer de cotxes, 1 autoescola, 3 paletes, 2 guixaires pintors, 7 fusteries, 10 lampisteries, 4 electricistes, 3 empreses de construcció, 4 perruqueries, 1 veterinari, 1 agència de treball temporal, 14 restaurants, 6 agències immobiliàries, 3 tintoreries i 3 salons de bellesa.
Dels 23 establiments comercials que hi havia el 2009, 1 era un hipermercat, 1 una gran superfície de material de bricolatge, 2 botiges de menys de 120 m², 7 fleques, 2 carnisseries, 3 llibreries, 2 botigues de roba, 1 una botiga de mobles, 1 un drogueria i 3 floristeries.
L'any 2000 a Louvres hi havia 5 explotacions agrícoles que ocupaven un total de 900 hectàrees.

## Equipaments sanitaris i escolars
Els 3 equipaments sanitaris que hi havia el 2009 eren farmàcies.
El 2009 hi havia 4 escoles maternals i 4 escoles elementals. Louvres disposava de 2 col·legis d'educació secundària amb 911 alumnes.

## Fills il·lustres
- Pierre Robert (1618-1699) compositor i eclesiàstic.

## Poblacions més properes
El següent diagrama mostra les poblacions més properes.